# 奈格爾·斯卡良

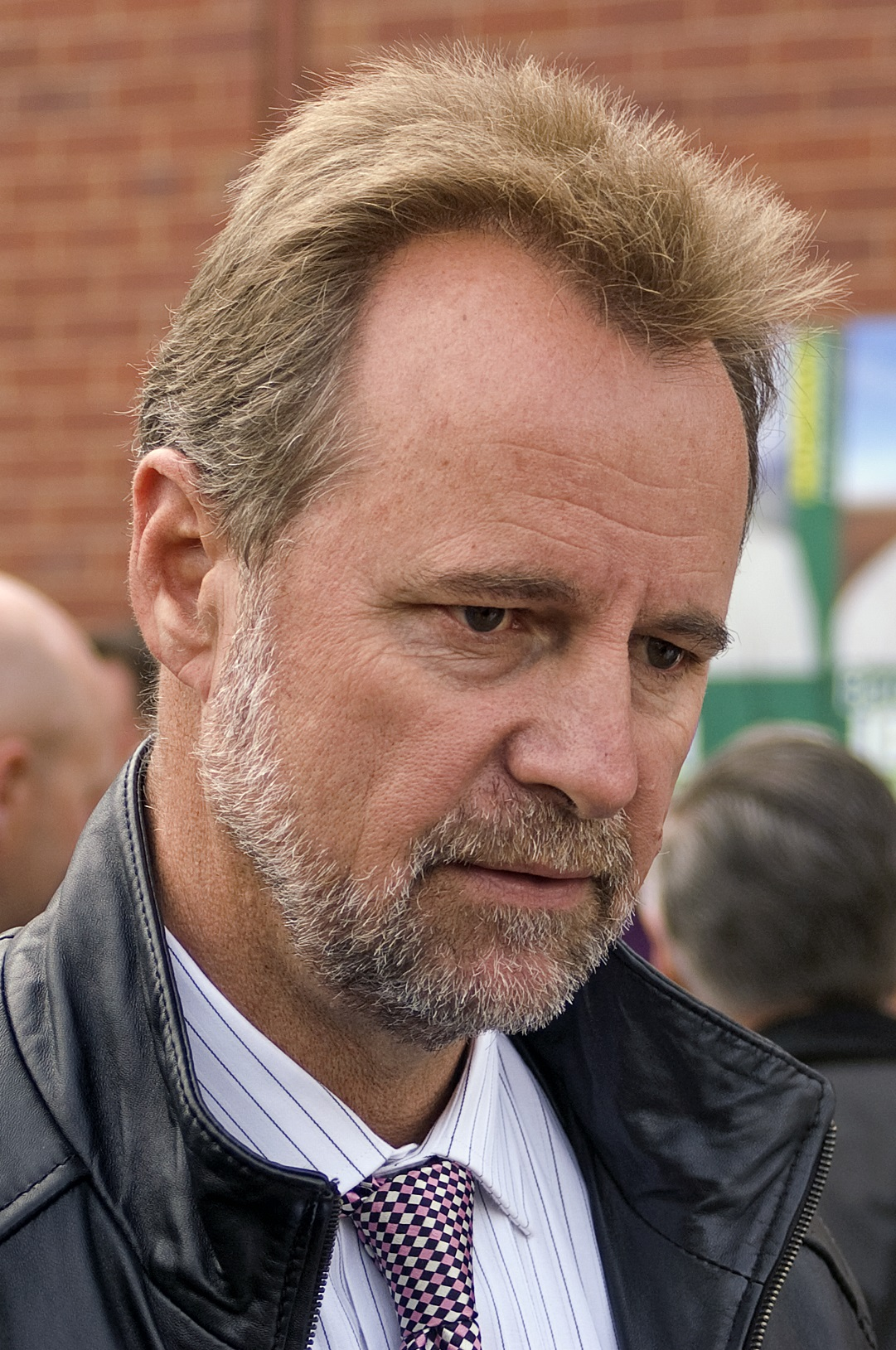

奈格爾·斯卡良（Nigel Scullion，1956年5月4日—）是一位澳洲政治人物，他的黨籍是鄉村自由黨。自2001年至2019年，他是代表北領地的澳大利亞參議院議員之一。他出生在倫敦。